# Jocs Olímpics d'Estiu de 2016
Els Jocs Olímpics d'Estiu 2016 (en portuguès: Jogos Olímpicos de Verão de 2016), oficialment coneguts com els Jocs de la XXXI Olimpíada i popularment com Rio 2016, va ser un esdeveniment popular i cultural internacional celebrat en la tradició dels Jocs Olímpics, organitzats pel Comitè Olímpic Internacional (COI) a la ciutat de Rio de Janeiro entre el 5 i el 21 d'agost de 2016.
Hi van participar més d'11.000 atletes provinents de 205 Comitès Olímpics Nacionals, inclosos els debutants Kosovo, Sudan del Sud i l'Equip Olímpic de Refugiats. Amb 306 lots de medalles, als jocs s'hi van celebrar 28 esports olímpics, incloent el rugbi a 7 i el golf, que van ser afegits al programa olímpic el 2009. Aquests esdeveniments es van celebrar en 33 emplaçaments situats a la ciutat de Rio, a més de cinc situats a les ciutats brasileres de São Paulo, Belo Horizonte, Salvador, Brasília i Manaus.
Van ser els primers Jocs Olímpics celebrats sota la presidència de Thomas Bach al COI. La ciutat hoste, Rio de Janeiro, va ser anunciada durant la 121a sessió del COI, celebrada a Copenhaguen (Dinamarca), el 2 d'octubre de 2009. Rio es va convertir en la primera ciutat sud-americana en acollir uns Jocs Olímpics. També van ser els primers Jocs disputats en un país on el portuguès era la llengua majoritària, els primers en celebrar-se quan el país es trobava al seu hivern, els primers des dels Jocs del 1968 en celebrar-se a l'Amèrica llatina, i els primers des dels Jocs de Sidney en celebrar-se a l'hemisferi sud.
La prèvia a la celebració dels Jocs va destacar per un seguit de controvèrsies, inclosa la inestabilitat política del govern federal del Brasil, la crisi econòmica del país, la preocupació per la seguretat i la salut dels visitants per l'aparició del virus del Zika, la contaminació existent a la badia de Guanabara, i l'escàndol de dopatge que va afectar Rússia, que va impedir la participació de molts dels seus atletes als Jocs.
Els Estats Units d'Amèrica van quedar en primera posició el medaller dels Jocs per cinquena vegada ens els darrers sis esdeveniments, aconseguint el major nombre de medalles d'or (46) i el major nombre total de medalles (121). A més, també van aconseguir superar el nombre de 1.000 de medalles d'or en el global de tots els Jocs Olímpics. El Regne Unit va quedar en segona posició i es va convertir en el primer país de la història dels Jocs Olímpics moderns en augmentar el seu nombre de medalles després d'haver estat hoste en els Jocs Olímpics de 2012. La República Popular de la Xina va quedar en tercera posició. Brasil, el país hoste, va aconseguir set medalles d'or, el seu rècord històric, acabant en tretzena posició. Bahrain, Fiji, Jordània, Kosovo, Puerto Rico, Singapur, Tadjikistan, Costa d'Ivori i Vietnam van aconseguir les seves primeres medalles d'or, així com el grup d'Atletes Olímpics Independents (un esportista de Kuwait).

## Antecedents

Localització de les ciutats aspirants.

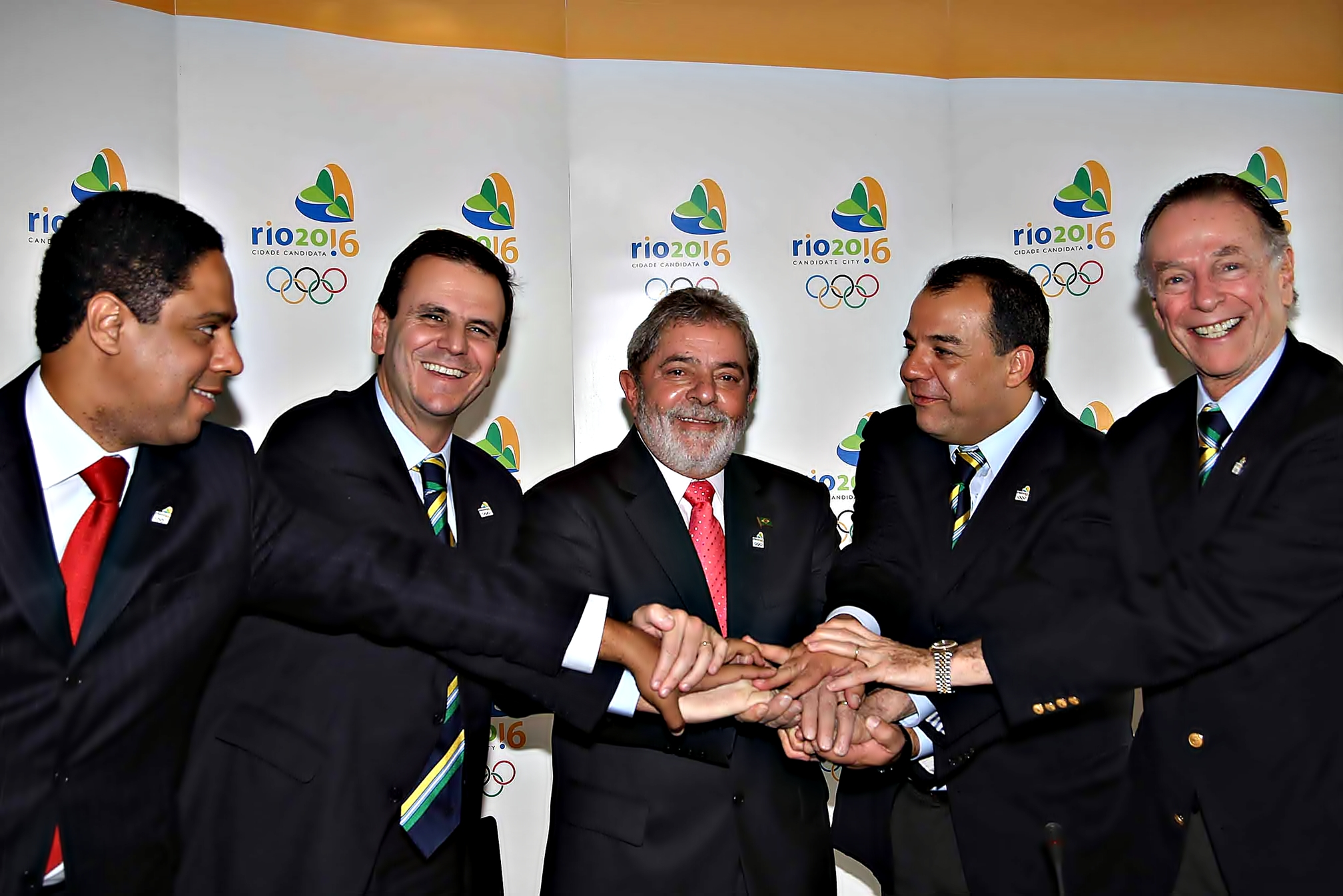
Membres de la candidatura de Rio de Janeiro.

El procés d'elecció pels Jocs Olímpics d'Estiu de 2016 s'inicià oficialment el 16 de maig de 2007.
El primer pas per a cada ciutat fou presentar una sol·licitud inicial al Comitè Olímpic Internacional (COI) el 13 de setembre de 2007, confirmant la seva intenció de fer una oferta. Els expedients de l'oferta oficial final, que contenia les respostes a 25 preguntes del COI, havien de ser presentats per cada sol·licitant de la ciutat el 14 de gener de 2008. Quatre ciutats candidates van ser triades de la llista restringida el 4 de juny de 2008: Chicago, Madrid, Rio de Janeiro, i Tòquio (que ja va ser seu dels Jocs Olímpics d'Estiu de 1964). El COI no acceptà la petició de Doha per a la fase de candidatures, tot i obtenir superior puntuació que la candidatura de Rio de Janeiro, a causa de la seva intenció d'acollir els Jocs Olímpics a l'octubre, fora del calendari esportiu del COI. Praga i Bakú tampoc no van passar el tall.
Nawal El Moutawakel del Marroc encapçalà els 10 membres de la Comissió d'Avaluació que inspeccionaren in situ les quatre candidates durant el segon quart de l'any 2009. Aquests van emetre una avaluació tècnica integral per als membres del COI el 2 de setembre, un mes abans de l'elecció. L'elecció final es realitzà pels 115 membres del COI amb dret a vot el 2 d'octubre de 2009, a Copenhaguen, Dinamarca.
Els resultats de les votacions foren els següents:
| Ciutat         | CON          | 1a ronda | 2a ronda | 3a ronda |
| Rio de Janeiro | Brasil       | 26       | 46       | 66       |
| Madrid         | Espanya      | 28       | 29       | 32       |
| Tòquio         | Japó         | 22       | 20       | —        |
| Chicago        | Estats Units | 18       | —        | —        |

| Ciutats aspirants eliminades | Ciutats aspirants eliminades |
| Ciutat                       | CON                          |
| ---------------------------- | ---------------------------- |
| Bakú                         | Azerbaidjan                  |
| Doha                         | Qatar                        |
| Praga                        | Txèquia                      |

## Símbols i marxandatge

### Logotip
El logotip definitiu de Riu 2016 va ser elaborat per l'agència brasilera de disseny Tactil i va ser presentat en Copacabana abans del cap d'any de 2010, davant una gran multitud.
El logotip representa tres figures antropomorfes (una verda, una altra groga i una altra blava) agafades de les mans, amb la forma reflectint la de la muntanya Pan de Azúcar. El logo està basat en quatre conceptes: energia contagiosa, diversitat harmoniosa, naturalesa exuberant i esperit olímpic. Jacques Rogge (expresident del COI) va expressar que el logo ressalta la visió de Rio de Janeiro i Brasil per a l'Olimpíada. El logo és una reminiscència de la pintura La Dansa (de Henri Matisse) al mateix temps que usa artísticament els colors de la bandera de Brasil.

### Mascotes

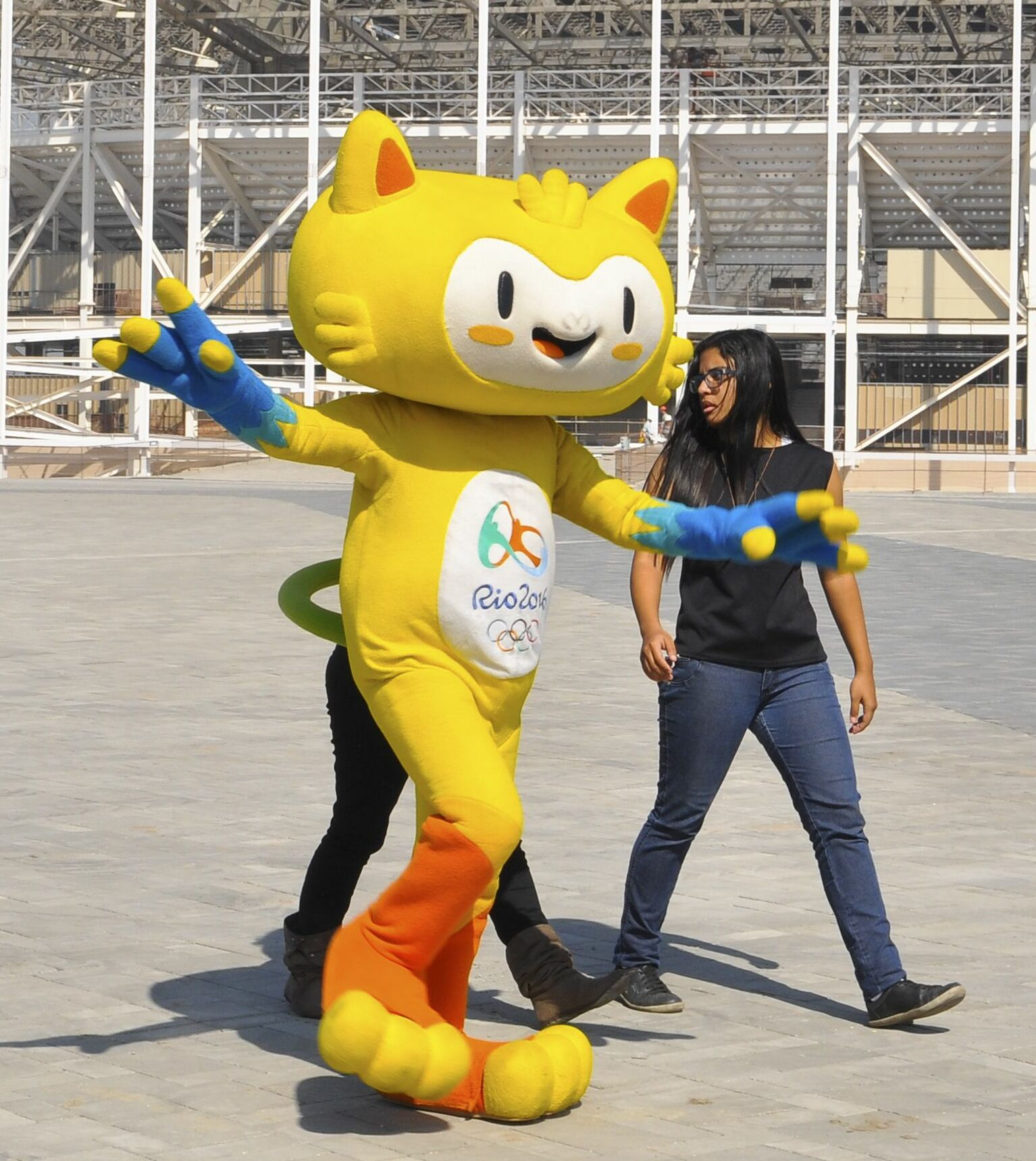
Vinicius en el Parc Olímpic en Barra da Tijuca

Les mascotes oficials dels Jocs Olímpics i Paralímpics de Rio de Janeiro 2016 van ser presentades el 24 de novembre de 2014: la mascota olímpica, que representa la fauna brasilera, és un animal groc de braços blaus amb trets de mamífers com gats i micos. La història creada per a estos personatges estableix que ambdós nasqueren de l'alegria del poble brasiler sorgida quan el Comitè Olímpic Internacional trià a Rio com seu olímpica. Després de la presentació, els organitzadors realitzaren una votació per a decidir el nom de les mascotes. El 14 de desembre, es va anunciar que el públic trià Vinicius (mascota olímpica; en honor de Vinícius de Moraes) i Tom (mascota paralímpica; en honor de Tom Jobim) com els noms dels personatges.

### Torxa olímpica
La torxa olímpica fou encesa en el temple d'Hera a Olímpia el 21 d'abril de 2016. Després de recórrer diversos llocs de Grècia la torxa aplegà el 27 d'abril a l'Estadi Panathinaiko a Atenes. Posteriorment, la torxa visità les ciutats suïsses de Ginebra i Lausana abans de partir cap a Brasil.
La part brasilera del recorregut començà el 3 de maig a Brasília, la capital del país. Després de visitar 329 poblacions de tot el país, la torxa aplega a Rio de Janeiro. Més de 12,000 relleus portaren la torxa recorrent més de 22,000 quilòmetres.
A grans trets, la ruta de la torxa Olímpica va ser la següent:
- Grècia: Olímpia, l'illa de Zacint, Patras, l'illa de Corfú, Ioannina, Tessalònica, Làrissa, Atenes.
- Suïssa: Lausana, Ginebra.
- Brasil: Brasília, Goiânia, Belo Horizonte, Salvador de Bahia, Recife, Natal, Fortaleza, Palmas, Belem, Manaos, Cuiabá, Porto Alegre, Curitiba, São Paulo, Rio de Janeiro.[17]

### Medalles
El 14 de juny de 2016 el president del Comitè Olímpic Internacional (COI) Thomas Bach, presentà en una cerimònia celebrada en el Parc Olímpic de Rio de Janeiro les medalles dels XXXI Jocs Olímpics i XV Jocs Paralímpics. Les medalles d'estos Jocs Olímpicos compten amb un disseny especial, són les primeres medalles ecològiques en la història; i les dels Jocs Paralímpics compten amb dispositiu de so perquè els atletes no vidents la identifiquen.

### Peveter
En abril de 2016, el govern de la ciutat de Rio de Janeiro anuncià que el peveter no estarà ubicat dins de cap estadi durant els jocs. Després de la cerimònia de inauguració, el peveter s'ubicà en el port de Rio de Janeiro, concretament en un projecte de reurbanització anomenat Porto Maravilha (Port Maravella). És la primera vegada en els Jocs Olímpics d'Estiu (en les Olimpíades d'hivern ja ha passat en Vancouver 2010 i Sotxi 2014) en que el peveter està ubicat a fora de l'estadi olímpic.

## Seus i infraestructures

Mapa de la ciutat de Rio de Janeiro que mostra els llocs que foren seus en la celebració dels Jocs Olímpics 2016.

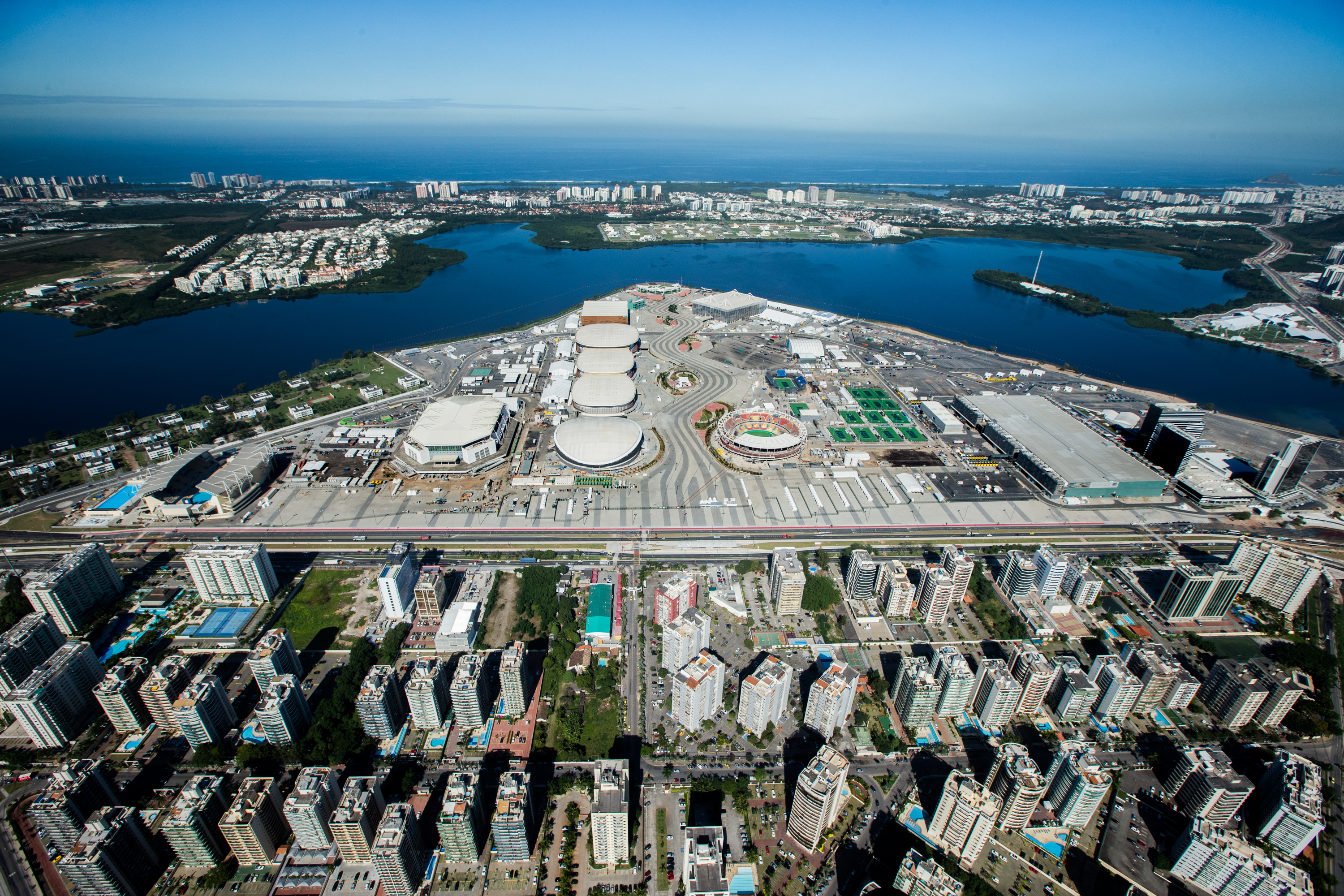
Parc Olímpic de Rio de Janeiro

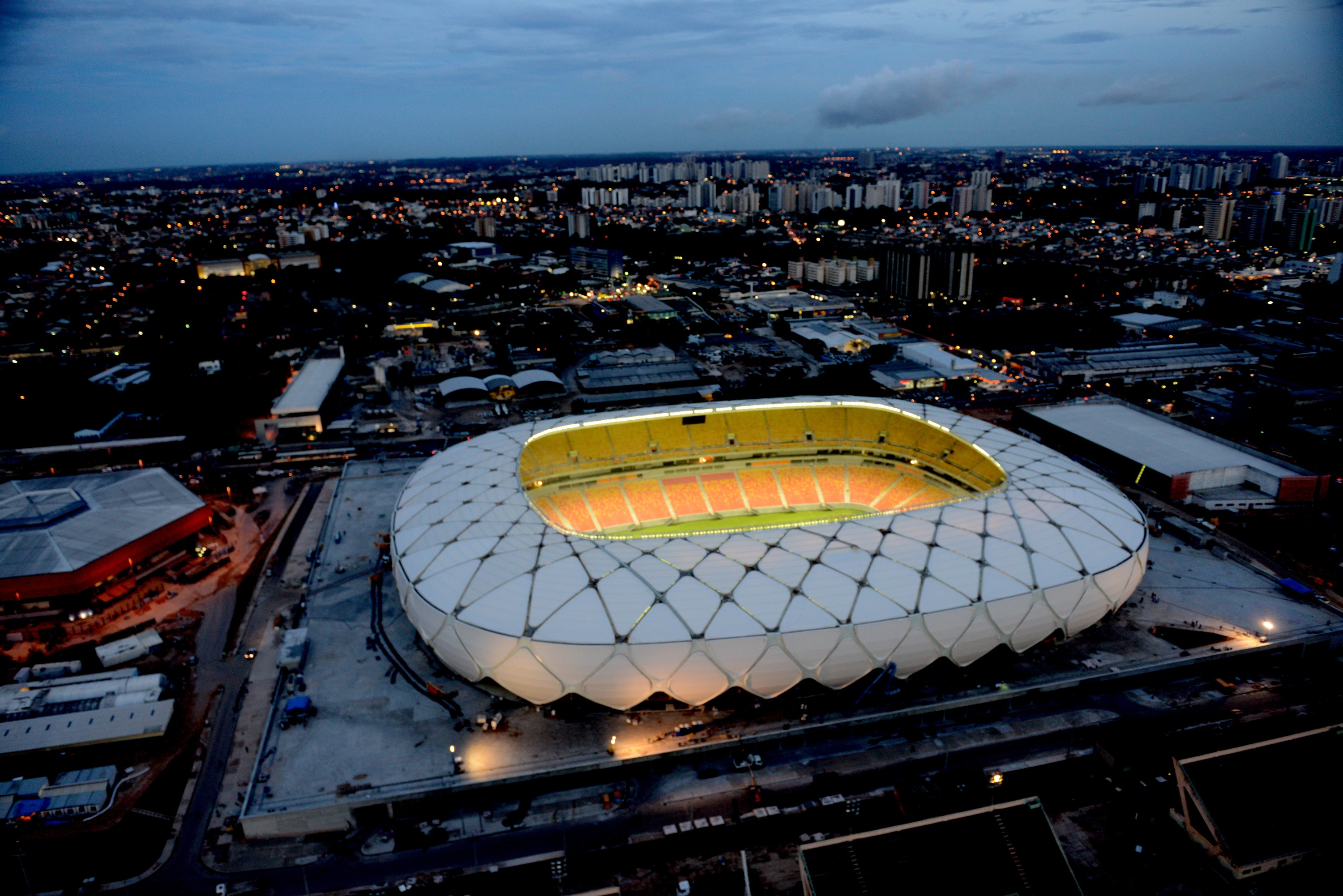
Arena da Amazônia Manaus
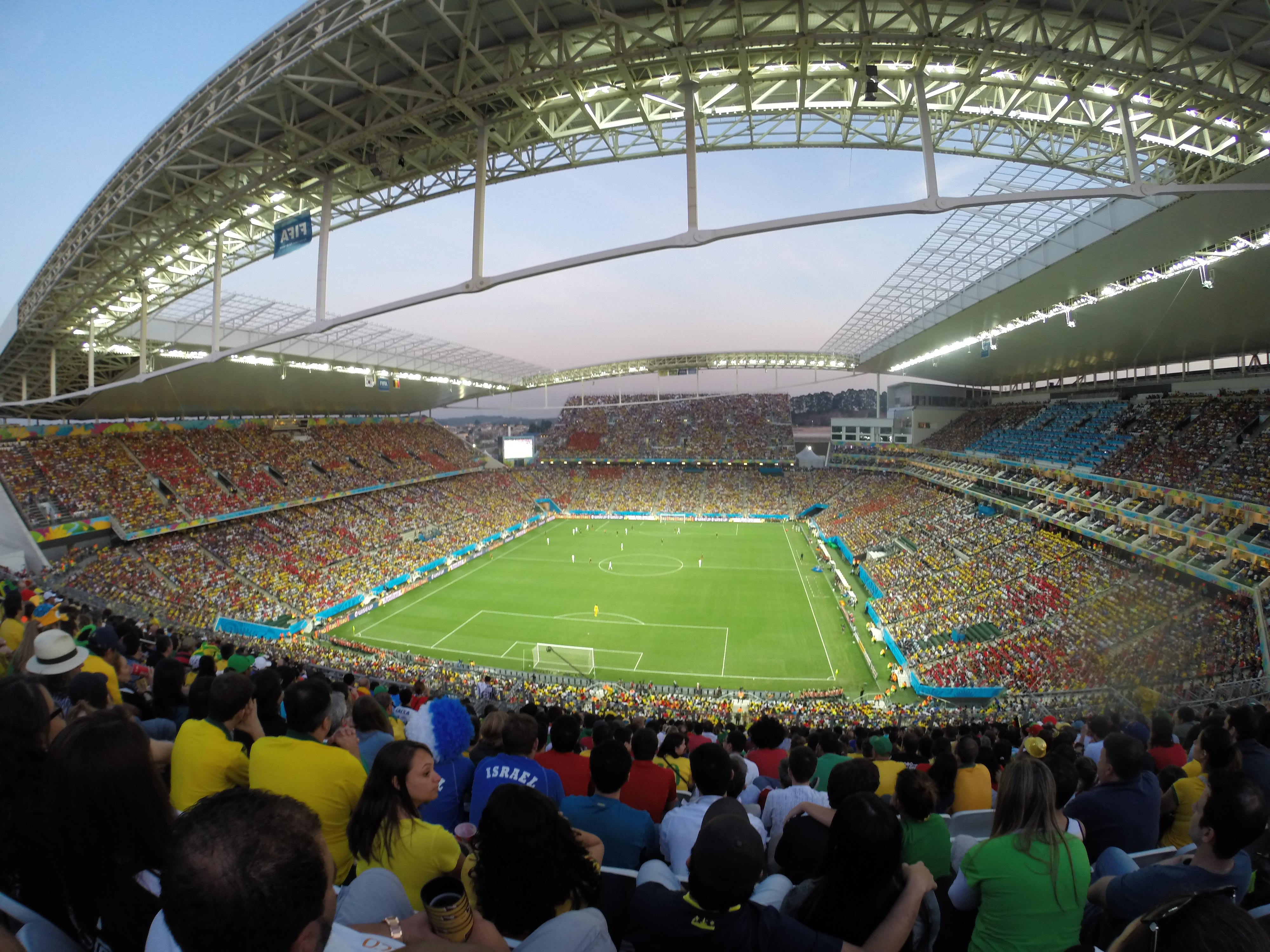
Arena Corinthians São Paulo
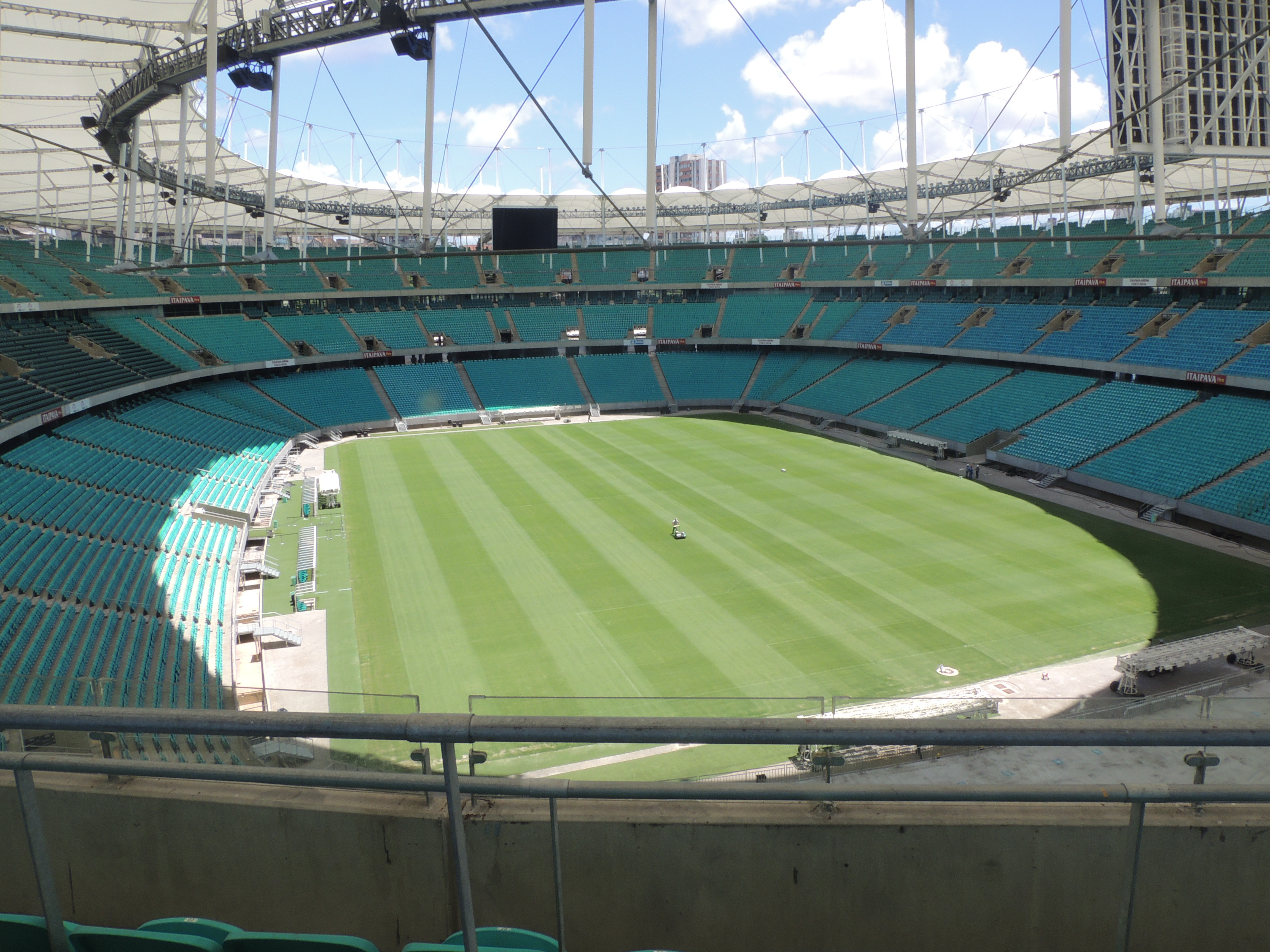
Arena Fonte Nova Salvador
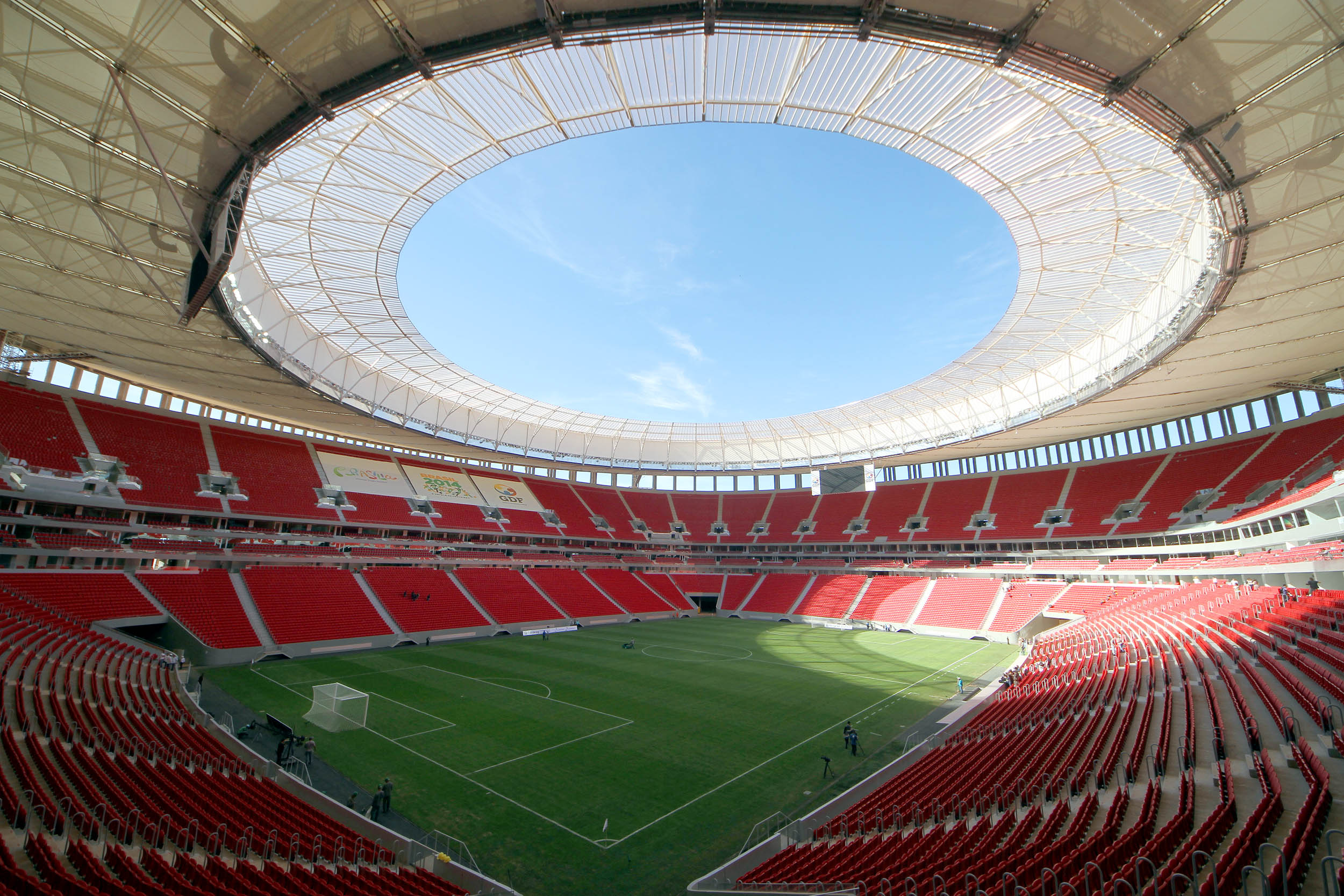
Estadi Nacional Mané Garrincha Brasília
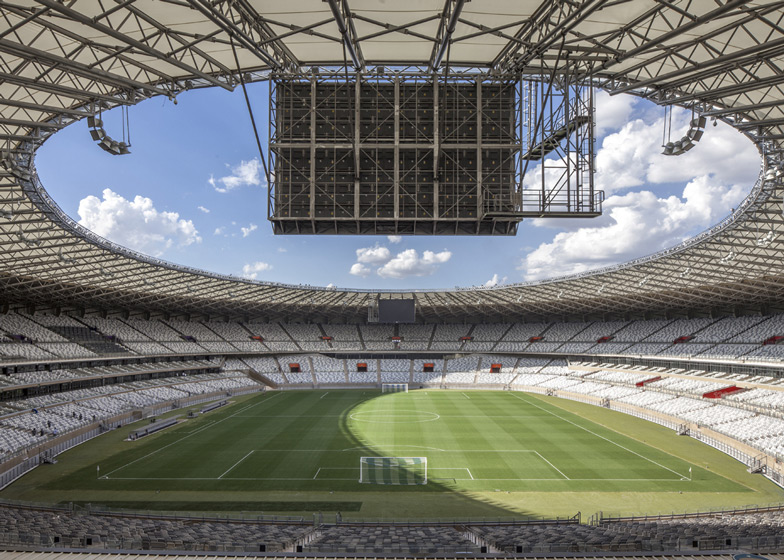
Mineirão Belo Horizonte

La candidatura de Rio de Janeiro proposà la realització de quasi la totalitat dels esdeveniments esportius dins de l'àrea urbana, concentrant-se en quatre zones: 
- Maracaná
- Barra da Tijuca
- Deodoro
- Copacabana

L'única excepció foren el esdeveniment de futbol que es repartiren en São Paulo, Salvador de Bahía, Belo Horizonte i la capital Brasília. Totes estes ciutats ja havien sigut seus del Mundial 2014, que fou el principal examen per a la infraestructura brasilera, no només esportiva, sinó logística, hotelera, de seguretat i de transports.
L'estadi en què es realitzaren les cerimònies d'obertura i clausura fou l'Estadi Maracaná, un dels més grans del món i que va ser restaurat per a albergar la Copa Mundial de Futbol. Maracaná va ser a més seu de les finals del torneig de futbol, però no albergà les competicions d'atletisme, que es realitzaren en l'Estadi Olímpic Engenhão. Va ser així la primera ocasió en que l'atletisme no es realitzà en el recinte on s'inaugurà i es clausuraren els Jocs. En els voltants del Maracaná es realitzaren també els esdeveniments del voleibol en el Gimnàs de Maracanãzinho.
En aquest context, es va preveure la projecció d'una torre d'observació, en l'illa de Cotinduba, com un dels nous edificis més representatius del Complexe Olímpic, que complia amb les funcions pròpies d'un equipament esportiu i que també s'erigia com un símbol de benvinguda a tots aquells visitants que arriben a Rio de Janeiro, per via aèria o marítima. Amb este propòsit s'organitzà el Concurs Internacional d'Arquitectura per als Jocs Olímpics de 2016, la proposta seleccionada fou la Solar City Tower, presentada pel grup suec RAFAA, Arquitectura i Disseny, amb seu a Zúric, per constituir-se com un projecte ecològic que respon als objectius primordials que es persegueixen en la construcció de la Vila Olímpica de Rio de Janeiro 2016, i especialment, perquè podria aconseguir que, per primera vegada, la celebració de las olimpíades es realitzara sense la producció d'emissions de carboni.
En el sector de Barra de Tijuca es va ser seu no només de diversos esports, sinó que a més concentrà la vila olímpica i els centres de premsa, difusió i transmissions. En esta zona es troben diversos recints esportius creats per als Jocs Panamericans de 2007 com pot ser: La Ciudad de los Deportes, antiga seu de l'Autòdrom Internacional Nelson Piquet, que albergà el campionat del Món de Fórmula 1 en la dècada de 1980 i el Gran Premi de Brasil en deu ocasions; el Parc Aquàtic María Lenk a on es desenvoluparen els esports aquàtics. En els voltants de Barra tingueren lloc també els esports de piragüisme i rem en el llac Rodrigo de Freitas, sent la primera vegada que estos esports es van fer en un context urbà. També, als voltants de Barra de Tijuca es troba Riocentro una altra de les seues propostes, en els recintes del qual es disputaren competicions dels esports de bàdminton, boxa, aixecament de pes i lluita. Ja està confirmat que quatre dels seus sis pavellons seran utilitzats per a estes competicions olímpiques.
Alguns esports van ocupar llocs emblemàtics de Rio, com el volei platja, que va tenir la seua seu en les platges de Copacabana, un dels orígens d'eixe esport, mentre que el típic escenari del Sambòdrom va albergar el marató i la marxa atlètica.

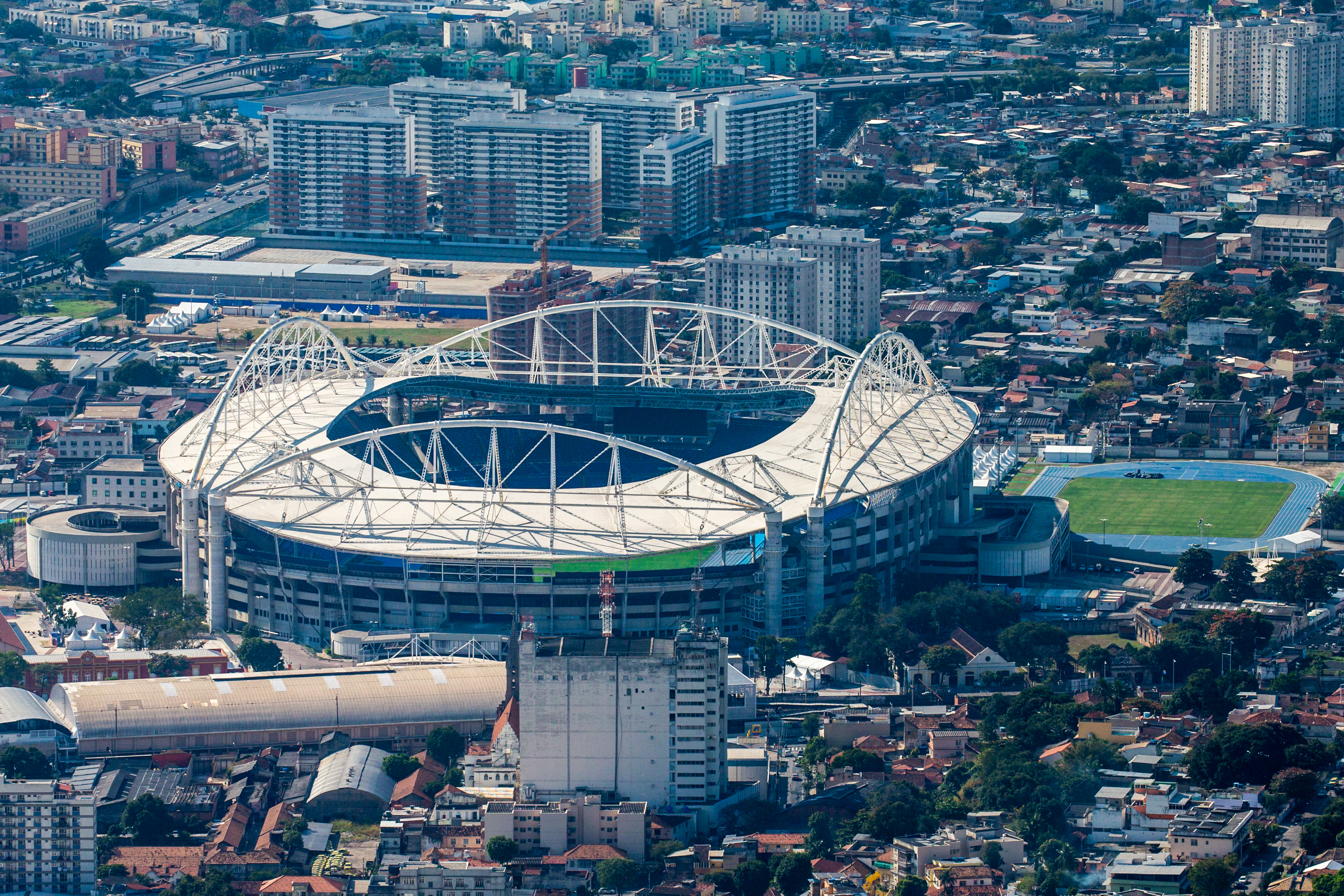
Estadi João Havelange, seu de les competicions d'atletisme i una semifinal i final de futbol
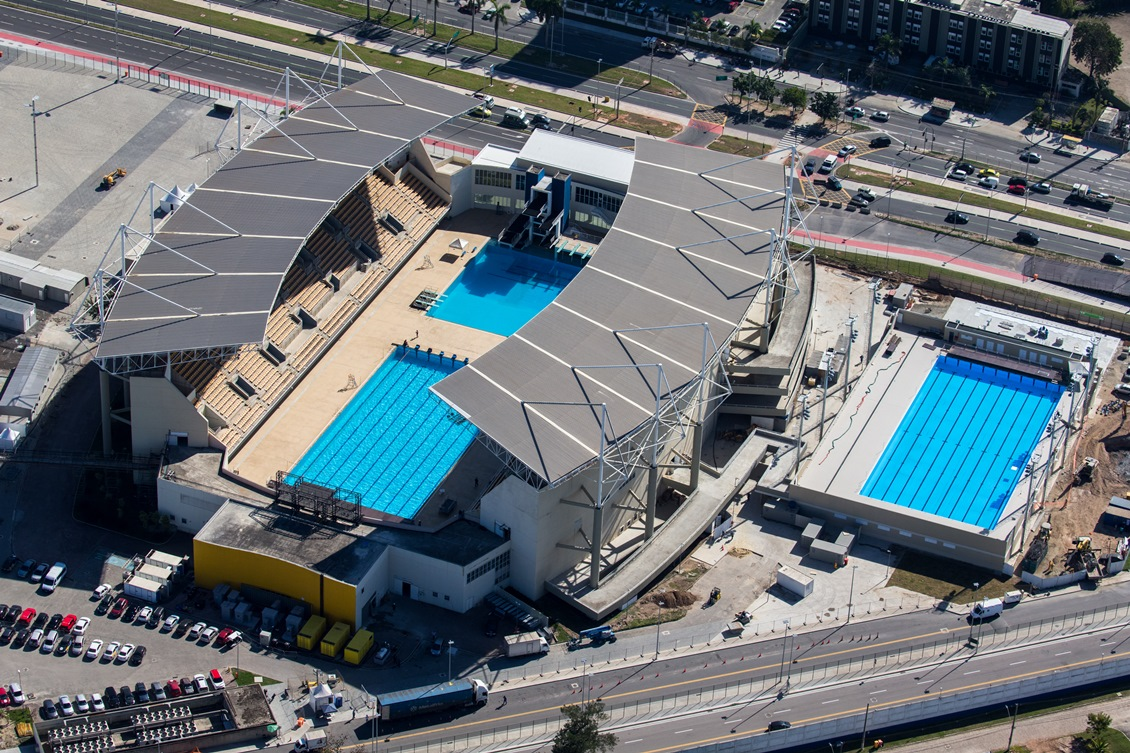
Parc Aquàtic María Lenk, seu del pol aquàtic
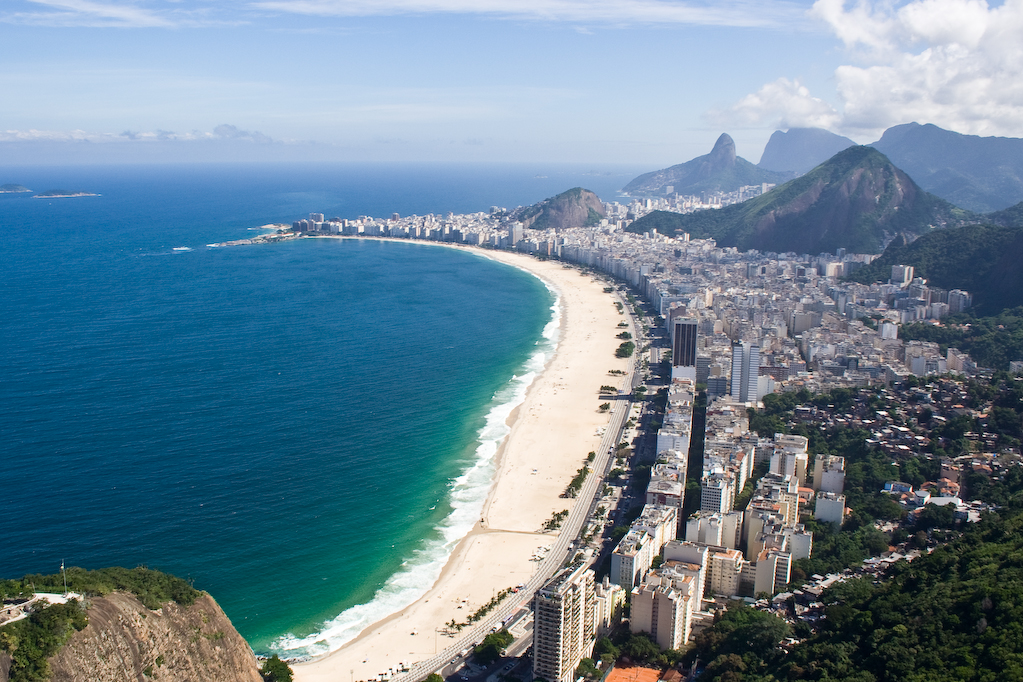
Platges de Copacabana, seu del triatló i el vei platja
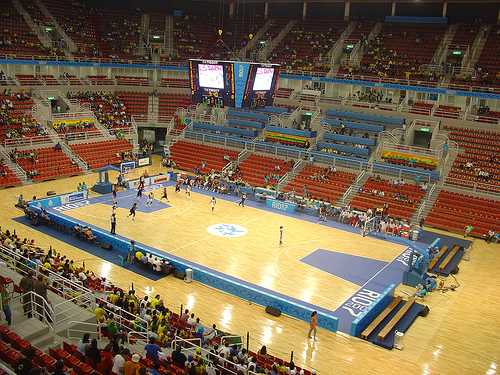
HSBC Arena, seu de la gimnasia artística i rítmica
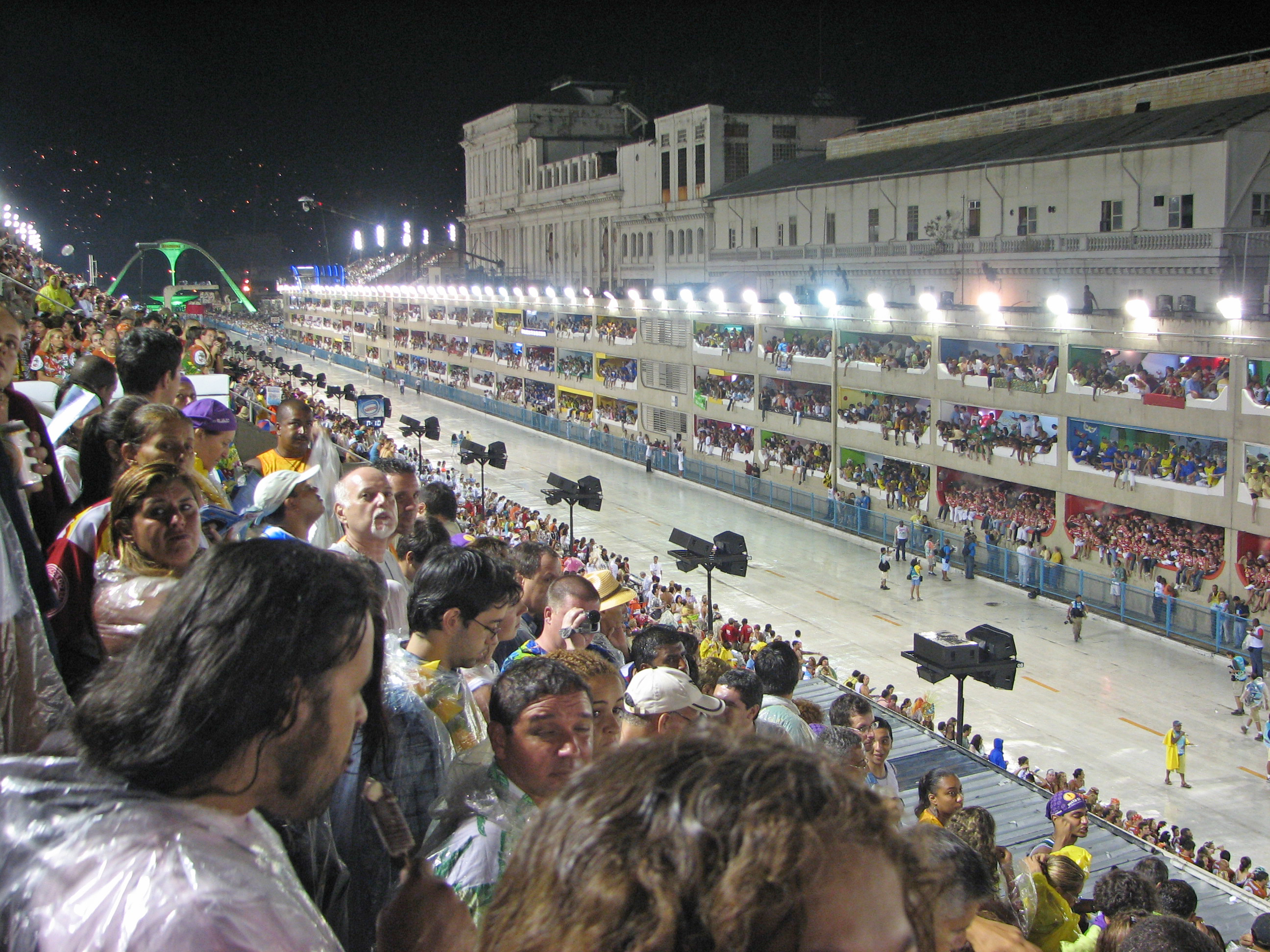
Sambòdrom, seu del marató i la marxa
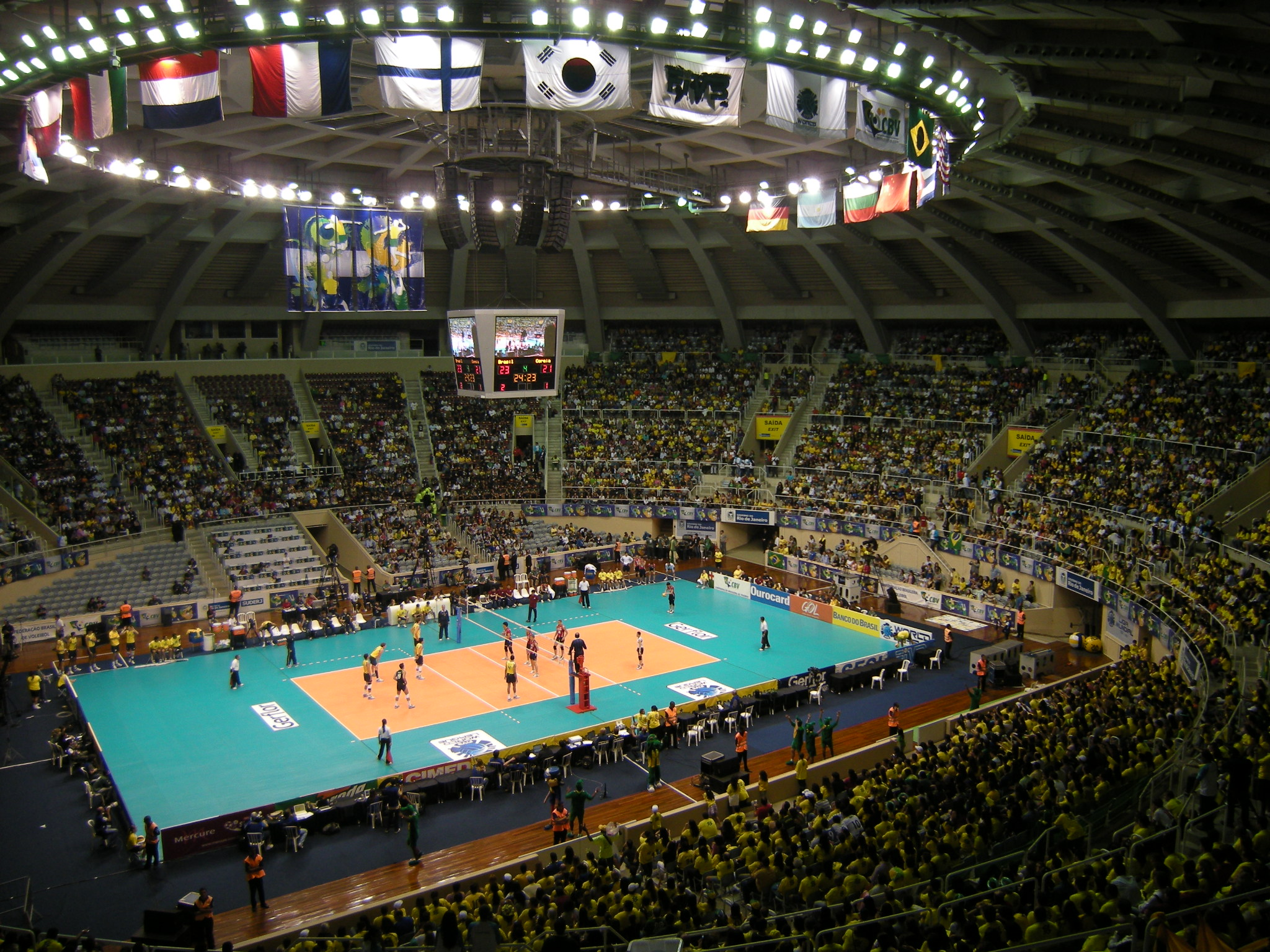
Gimnàs de Maracanãzinho, seu del voleibol
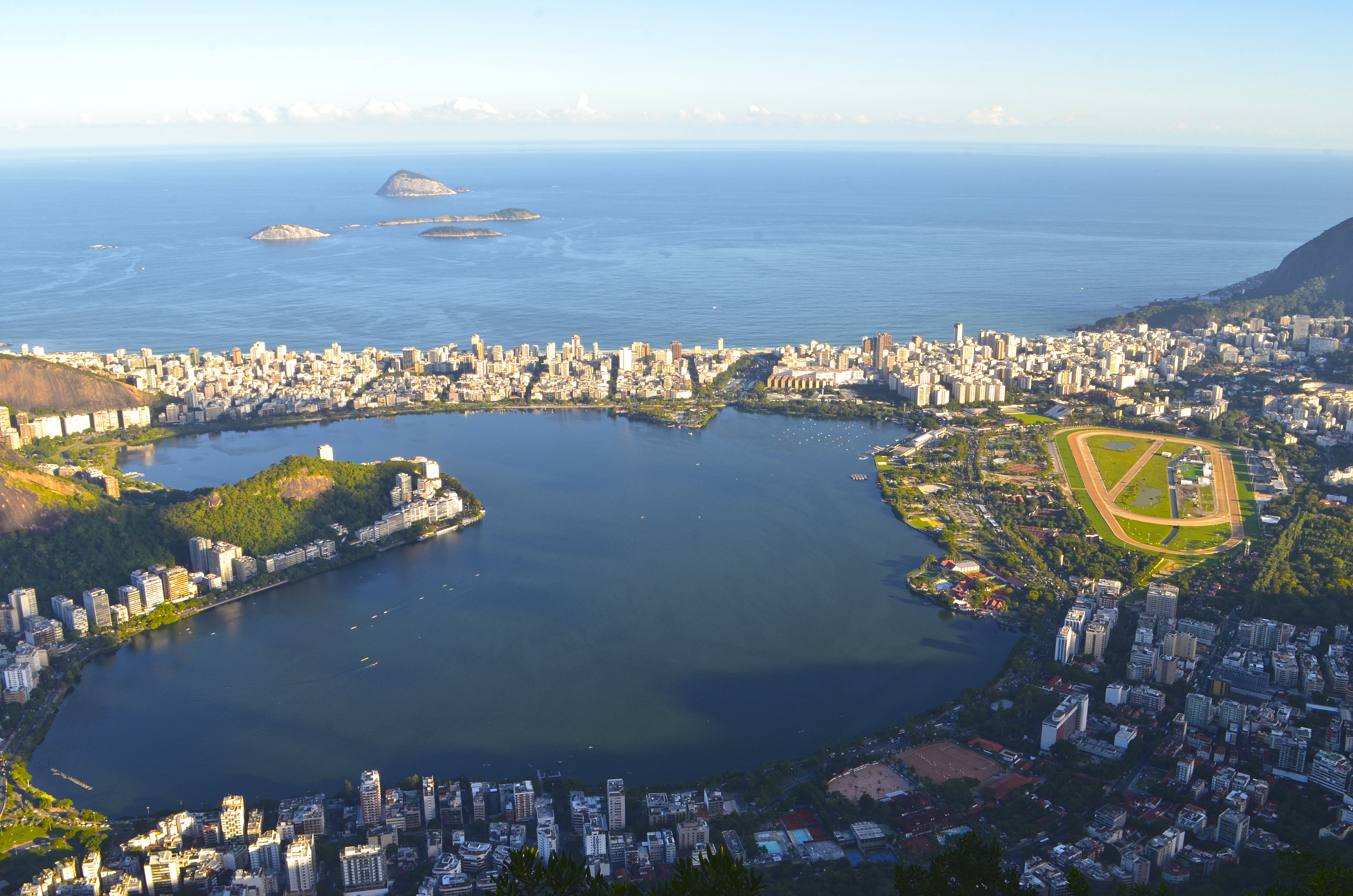
Llac Rodrigo de Freitas, seu del piragüisme i el rem
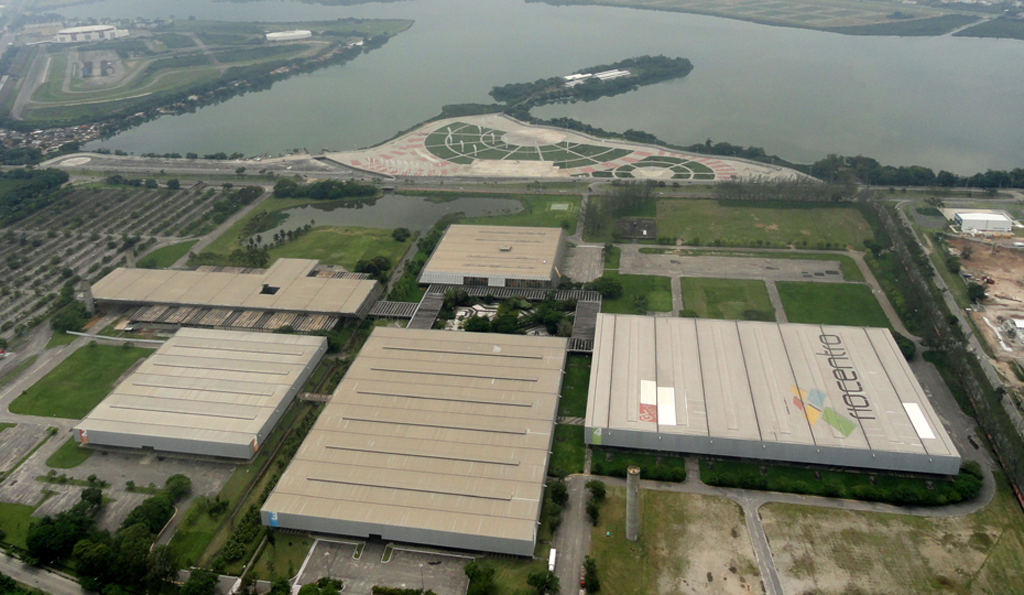
Riocentro, seu dels esports de: bàdminton, boxa, Aixecament de peses i lluita
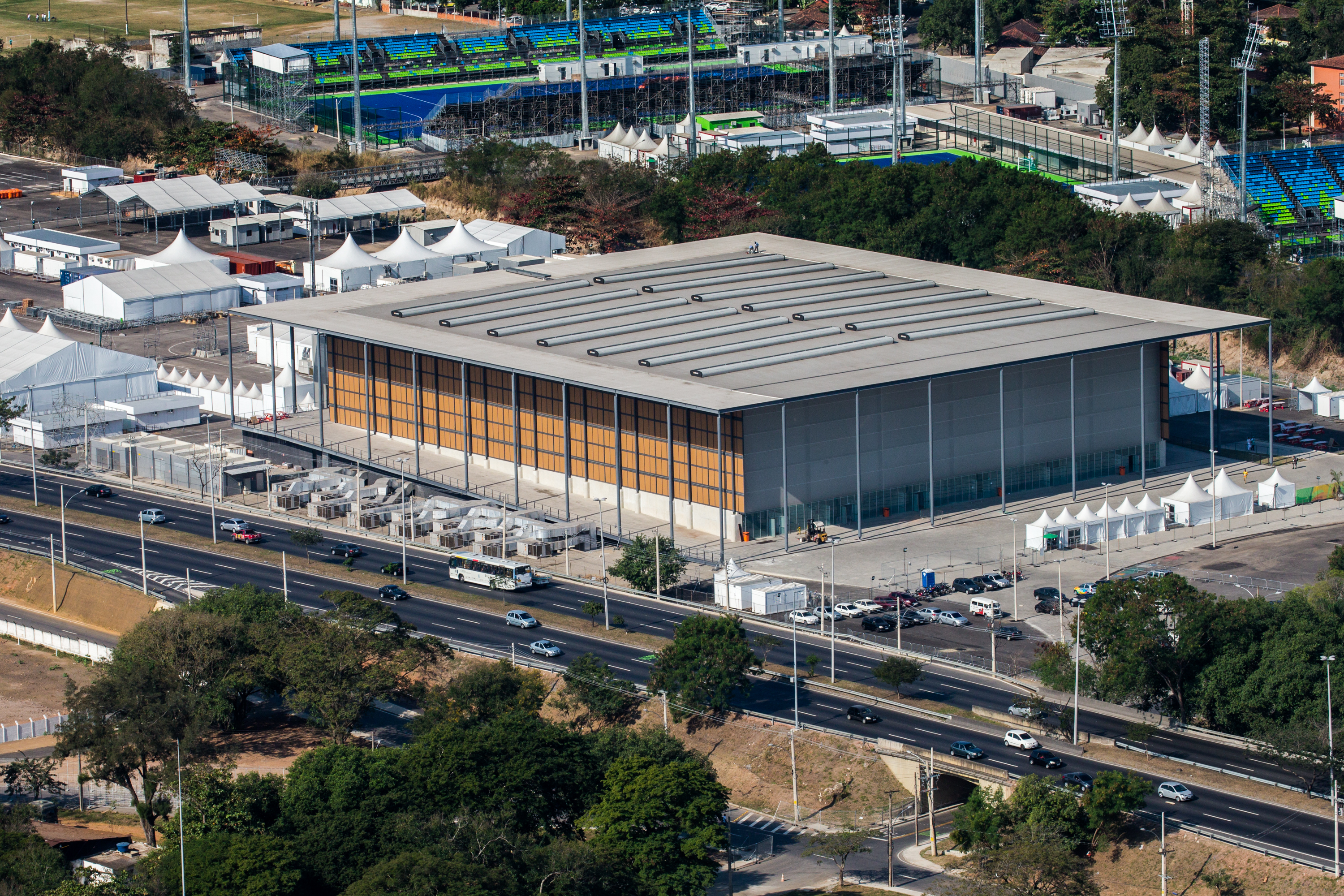
Arena de la Juventud
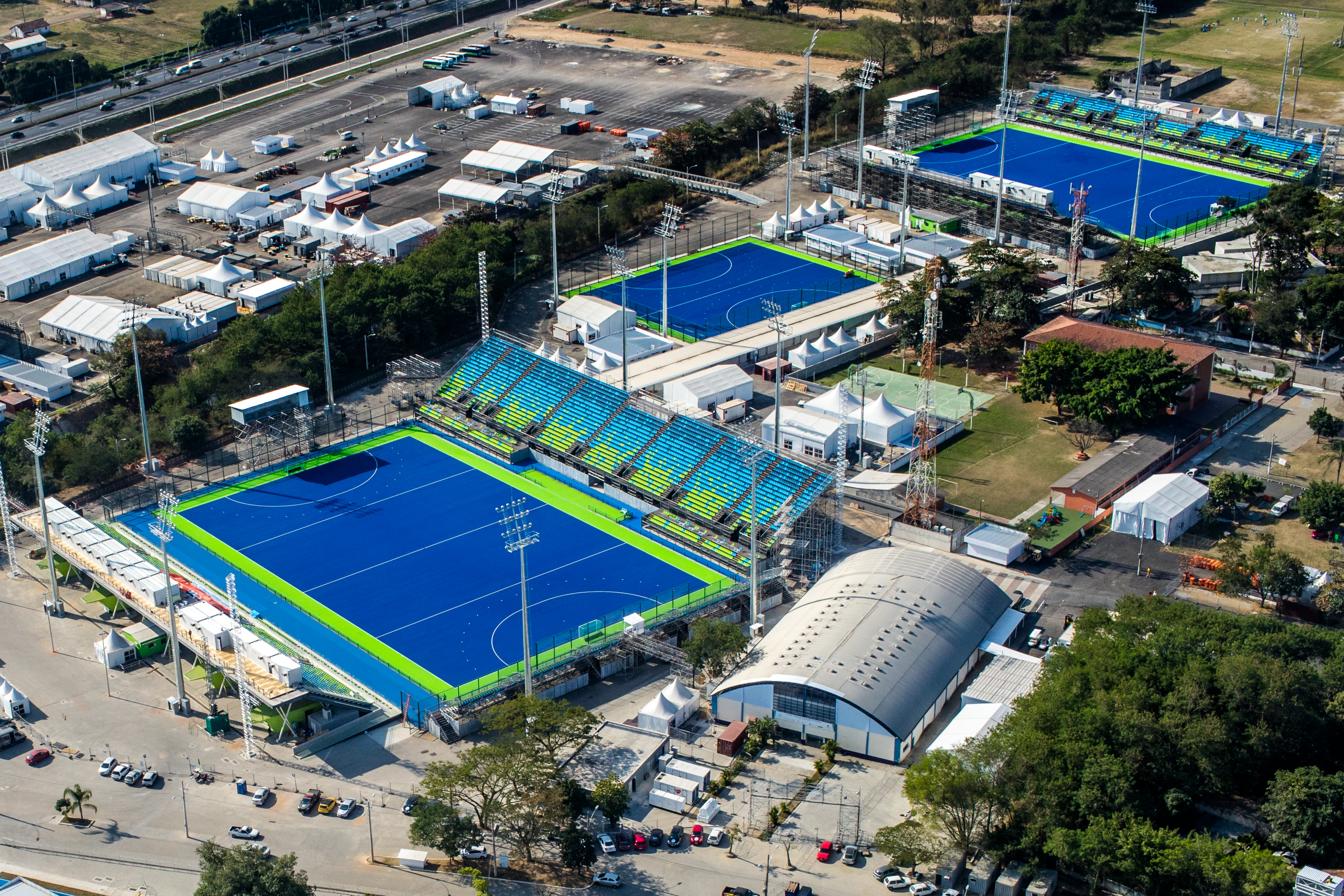
Centre Olímpic de Hockey
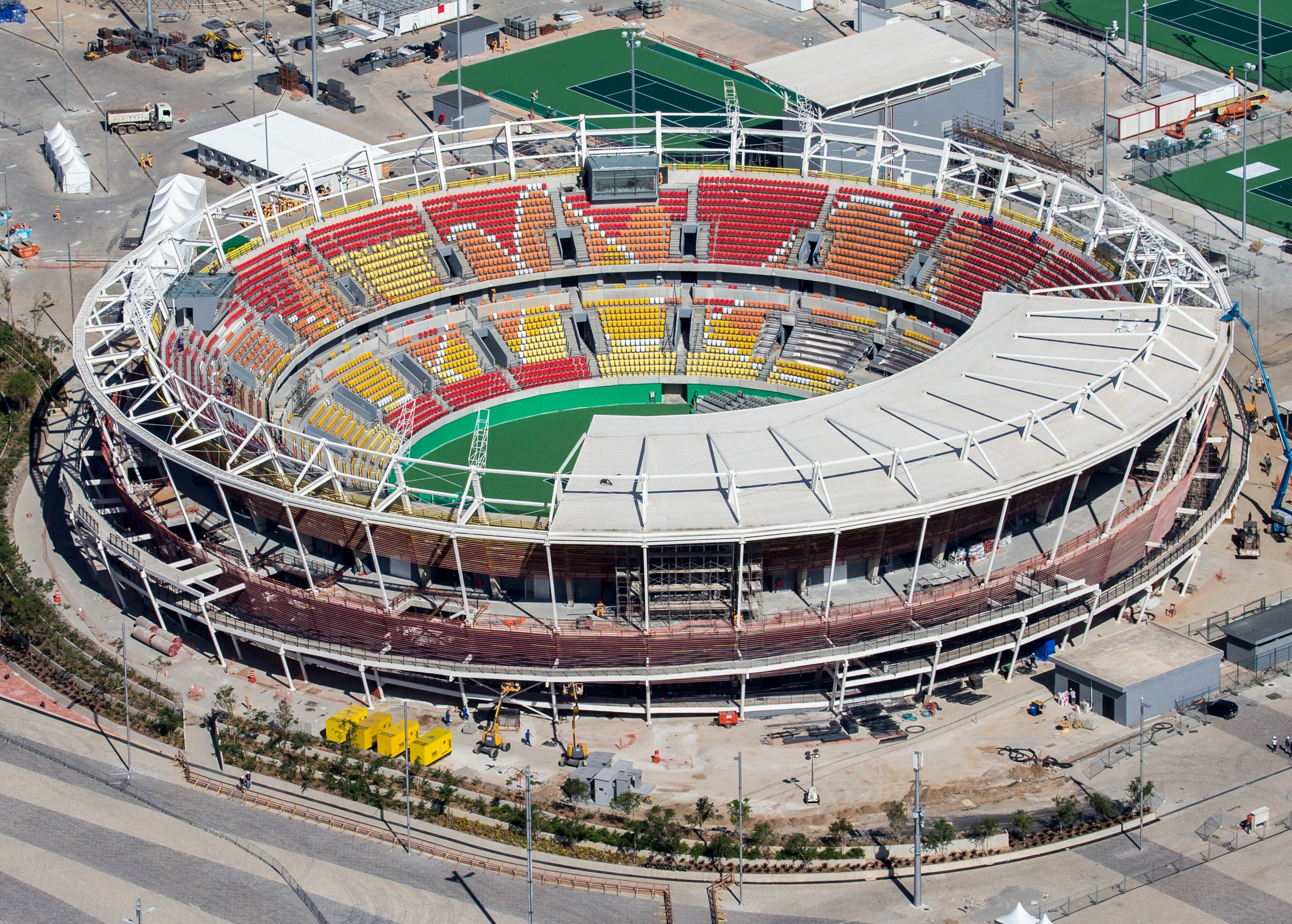
Centre Olímpic de Tennis
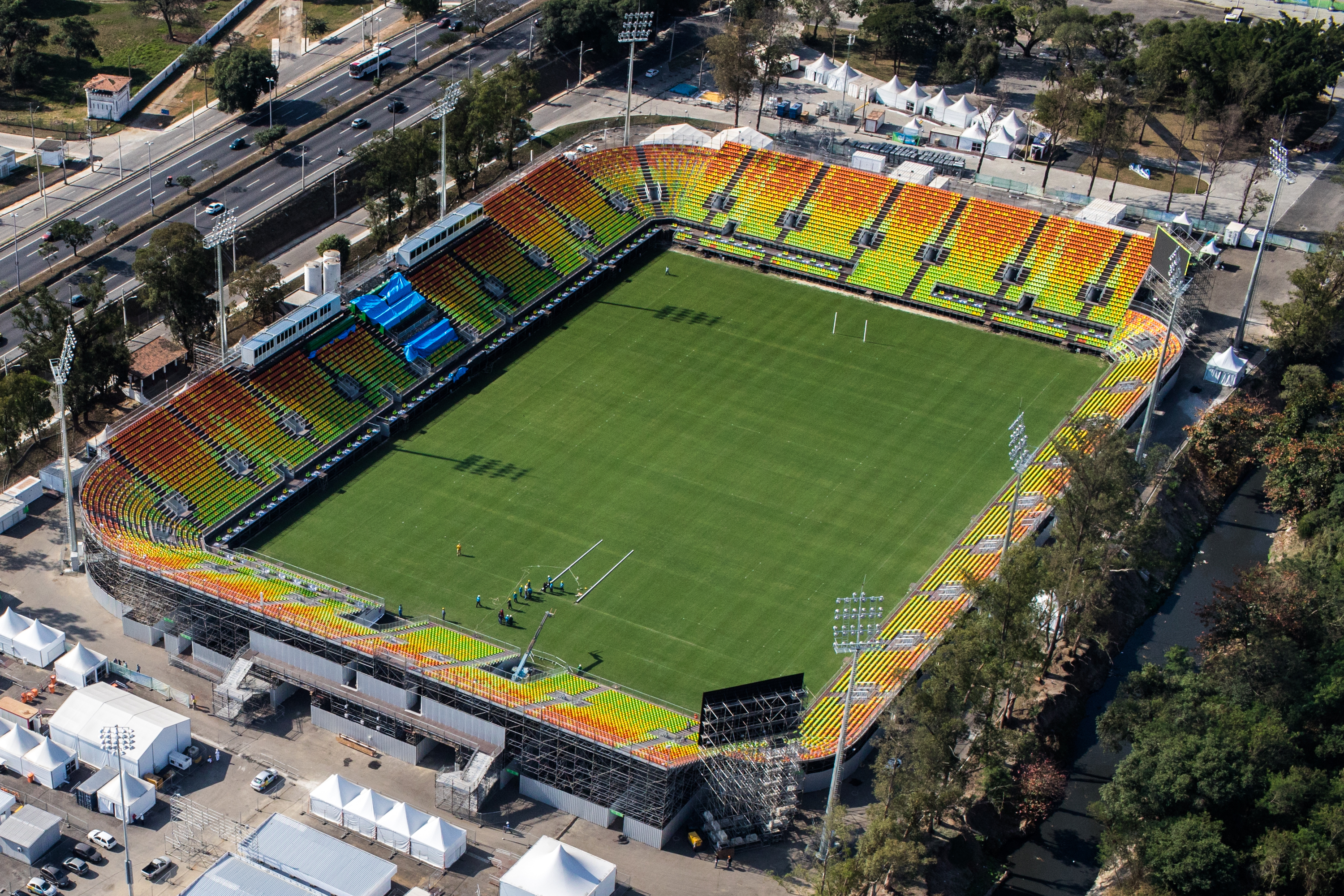
Estadi de Deodoro
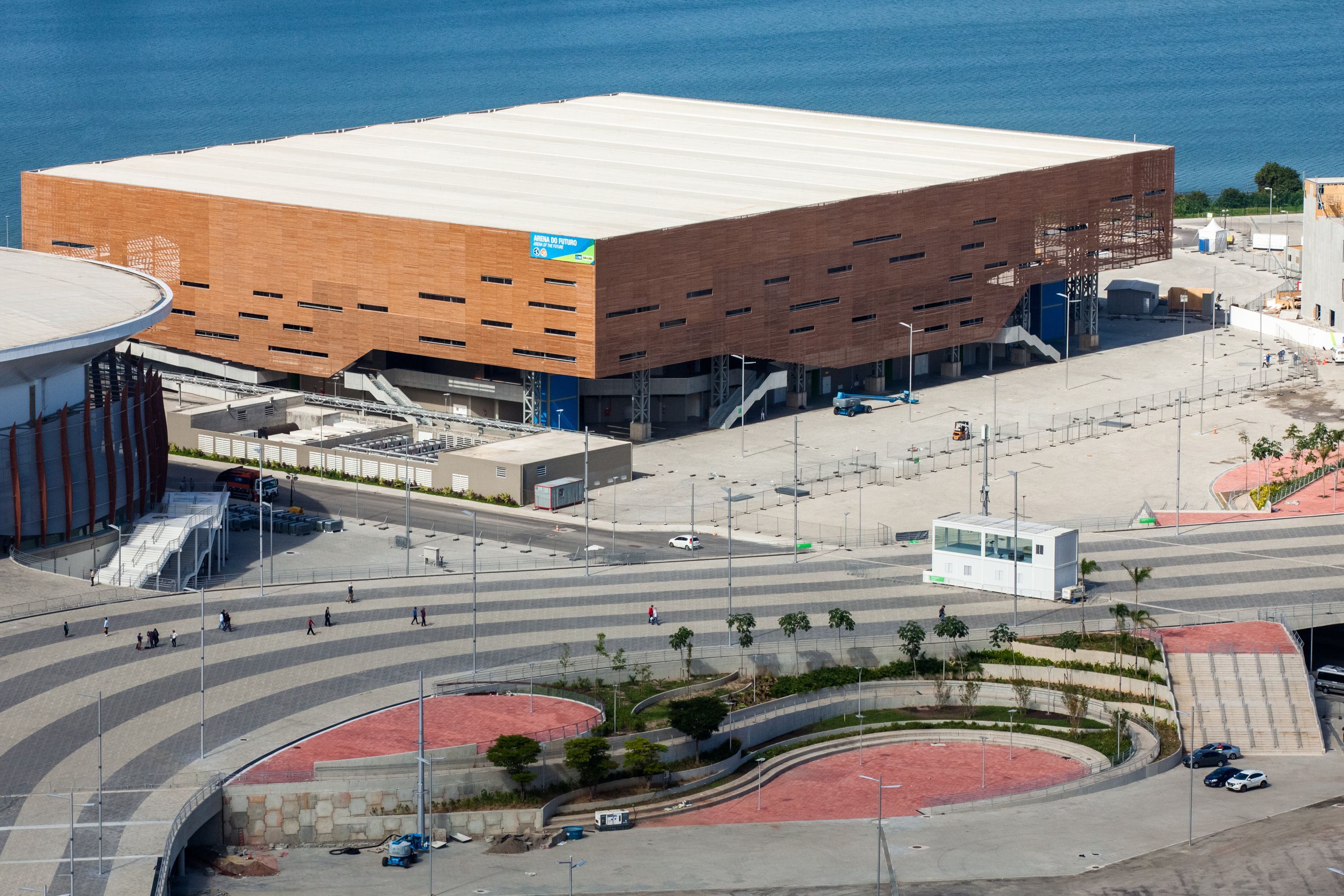
Arena del Futuro
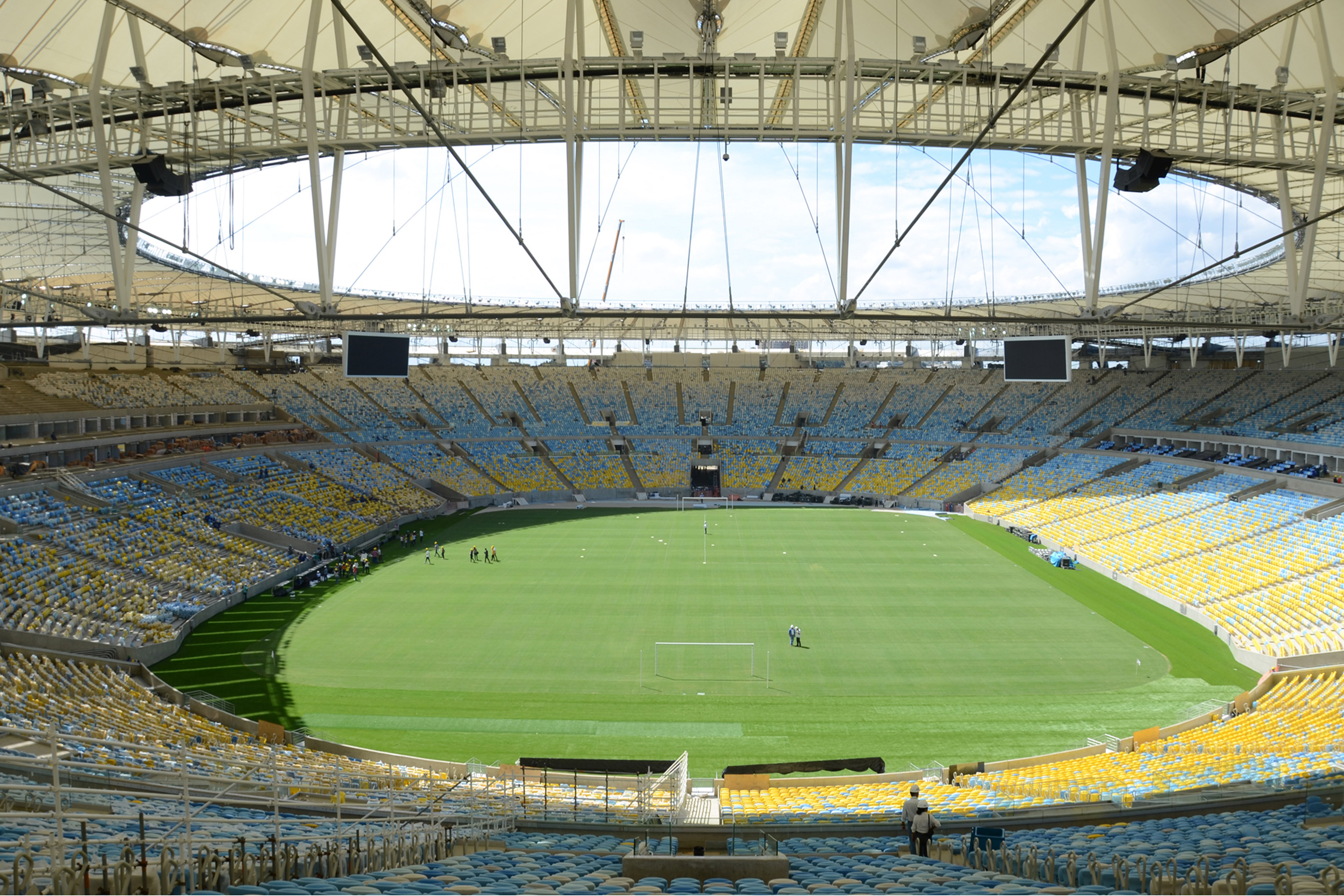
Estadi Maracaná

Seus del futbol
- Arena da Amazônia
Manaus
- Arena Corinthians
São Paulo
- Arena Fonte Nova
Salvador
- Estadi Nacional Mané Garrincha
Brasília
- Mineirão
Belo Horizonte

## Calendari
Aquest calendari està basat en les vendes d'entrades.
| OC | Cerimònia d'inauguració | ● | Proves | 1 | Finals | EG | Gala d'exhibició | CC | Cerimònia de clausura |

| Agost                 | Agost                 | 3 Dx | 4 Dj | 5 Dv | 6 Ds | 7 Dg | 8 Dll | 9 Dm | 10 Dx | 11 Dj | 12 Dv | 13 Ds | 14 Dg | 15 Dll | 16 Dm | 17 Dx | 18 Dj | 19 Dv | 20 Ds | 21 Dg | Finals totals |
| --------------------- | --------------------- | ---- | ---- | ---- | ---- | ---- | ----- | ---- | ----- | ----- | ----- | ----- | ----- | ------ | ----- | ----- | ----- | ----- | ----- | ----- | ------------- |
| Cerimònies            | Cerimònies            |      |      | OC   |      |      |       |      |       |       |       |       |       |        |       |       |       |       |       | CC    |               |
| Atletisme             | Atletisme             |      |      |      |      |      |       |      |       |       | 3     | 5     | 4     | 5      | 5     | 4     | 6     | 7     | 7     | 1     | 47            |
| Bàdminton             | Bàdminton             |      |      |      |      |      |       |      |       | ●     | ●     | ●     | ●     | ●      | ●     | 1     | 1     | 2     | 1     |       | 5             |
| Bàsquet               | Bàsquet               |      |      |      | ●    | ●    | ●     | ●    | ●     | ●     | ●     | ●     | ●     | ●      | ●     | ●     | ●     | ●     | 1     | 1     | 2             |
| Boxa                  | Boxa                  |      |      |      | ●    | ●    | ●     | ●    | ●     | ●     | ●     | ●     | 1     | 1      | 1     | 1     | 1     | 1     | 3     | 4     | 13            |
| Ciclisme              | Ciclisme en ruta      |      |      |      | 1    | 1    |       |      | 2     |       |       |       |       |        |       |       |       |       |       |       | 18            |
| Ciclisme              | Track cycling         |      |      |      |      |      |       |      |       | 1     | 2     | 2     | 1     | 1      | 3     |       |       |       |       |       | 18            |
| Ciclisme              | BMX                   |      |      |      |      |      |       |      |       |       |       |       |       |        |       | ●     | ●     | 2     |       |       | 18            |
| Ciclisme              | Mountain bike         |      |      |      |      |      |       |      |       |       |       |       |       |        |       |       |       |       | 1     | 1     | 18            |
| Equitació             | Equitació             |      |      |      | ●    | ●    | ●     | 2    | ●     | ●     | 1     |       | ●     | 1      | ●     | 1     |       | 1     |       |       | 6             |
| Esgrima               | Esgrima               |      |      |      | 1    | 1    | 1     | 1    | 2     | 1     | 1     | 1     | 1     |        |       |       |       |       |       |       | 10            |
| Futbol                | Futbol                | ●    | ●    |      | ●    | ●    |       | ●    | ●     |       | ●     | ●     |       |        | ●     | ●     |       | 1     | 1     |       | 2             |
| Gimnàstica            | Artística             |      |      |      | ●    | ●    | 1     | 1    | 1     | 1     |       |       | 4     | 3      | 3     | EG    |       |       |       |       | 18            |
| Gimnàstica            | Rítmica               |      |      |      |      |      |       |      |       |       |       |       |       |        |       |       |       | ●     | 1     | 1     | 18            |
| Gimnàstica            | Trampolí              |      |      |      |      |      |       |      |       |       | 1     | 1     |       |        |       |       |       |       |       |       | 18            |
| Golf                  | Golf                  |      |      |      |      |      |       |      |       | ●     | ●     | ●     | 1     |        |       | ●     | ●     | ●     | 1     |       | 2             |
| Handbol               | Handbol               |      |      |      | ●    | ●    | ●     | ●    | ●     | ●     | ●     | ●     | ●     | ●      | ●     | ●     | ●     | ●     | 1     | 1     | 2             |
| Halterofilia          | Halterofilia          |      |      |      | 1    | 2    | 2     | 2    | 2     |       | 2     | 1     | 1     | 1      | 1     |       |       |       |       |       | 15            |
| Hoquei herba          | Hoquei herba          |      |      |      | ●    | ●    | ●     | ●    | ●     | ●     | ●     | ●     | ●     | ●      | ●     | ●     | 1     | 1     |       |       | 2             |
| Judo                  | Judo                  |      |      |      | 2    | 2    | 2     | 2    | 2     | 2     | 2     |       |       |        |       |       |       |       |       |       | 14            |
| Lluita                | Lluita                |      |      |      |      |      |       |      |       |       |       |       | 2     | 2      | 2     | 3     | 3     | 2     | 2     | 2     | 18            |
| Natació               | Natació               |      |      |      | 4    | 4    | 4     | 4    | 4     | 4     | 4     | 4     |       | 1      | 1     |       |       |       |       |       | 34            |
| Natació sincronitzada | Natació sincronitzada |      |      |      |      |      |       |      |       |       |       |       | ●     | ●      | 1     |       | ●     | 1     |       |       | 2             |
| Pentatló              | Pentatló              |      |      |      |      |      |       |      |       |       |       |       |       |        |       |       | ●     | 1     | 1     |       | 2             |
| Piragüisme            | Eslàlom               |      |      |      |      | ●    | ●     | 1    | 1     | 2     |       |       |       |        |       |       |       |       |       |       | 16            |
| Piragüisme            | Esprint               |      |      |      |      |      |       |      |       |       |       |       |       | ●      | 4     | ●     | 4     | ●     | 4     |       | 16            |
| Rem                   | Rem                   |      |      |      | ●    | ●    | ●     | ●    | 2     | 4     | 4     | 4     |       |        |       |       |       |       |       |       | 14            |
| Rugby                 | Rugby                 |      |      |      | ●    | ●    | 1     | ●    | ●     | 1     |       |       |       |        |       |       |       |       |       |       | 2             |
| Salts                 | Salts                 |      |      |      |      | 1    | 1     | 1    | 1     |       | ●     | ●     | 1     | ●      | 1     | ●     | 1     | ●     | 1     |       | 8             |
| Taekwondo             | Taekwondo             |      |      |      |      |      |       |      |       |       |       |       |       |        |       | 2     | 2     | 2     | 2     |       | 8             |
| Tennis                | Tennis                |      |      |      | ●    | ●    | ●     | ●    | ●     | ●     | 1     | 1     | 3     |        |       |       |       |       |       |       | 5             |
| Tennis Taula          | Tennis Taula          |      |      |      | ●    | ●    | ●     | ●    | 1     | 1     | ●     | ●     | ●     | ●      | 1     | 1     |       |       |       |       | 4             |
| Tir                   | Tir                   |      |      |      | 2    | 2    | 2     | 1    | 2     | 1     | 2     | 2     | 1     |        |       |       |       |       |       |       | 15            |
| Tir amb arc           | Tir amb arc           |      |      |      | 1    | 1    | ●     | ●    | ●     | 1     | 1     |       |       |        |       |       |       |       |       |       | 4             |
| Triatló               | Triatló               |      |      |      |      |      |       |      |       |       |       |       |       |        |       |       | 1     |       | 1     |       | 2             |
| Vela                  | Vela                  |      |      |      |      |      | ●     | ●    | ●     | ●     | ●     | ●     | 2     | 2      | 2     | 2     | 2     |       |       |       | 10            |
| Voleibol              | Voleibol platja       |      |      |      | ●    | ●    | ●     | ●    | ●     | ●     | ●     | ●     | ●     | ●      | ●     | 1     | 1     |       |       |       | 4             |
| Voleibol              | Voleibol indoor       |      |      |      | ●    | ●    | ●     | ●    | ●     | ●     | ●     | ●     | ●     | ●      | ●     | ●     | ●     | ●     | 1     | 1     | 4             |
| Waterpolo             | Waterpolo             |      |      |      | ●    |      | ●     | ●    | ●     | ●     | ●     | ●     | ●     | ●      | ●     | ●     | ●     | 1     | 1     |       | 2             |
| Finals totals         | Finals totals         |      |      |      | 12   | 14   | 14    | 15   | 20    | 19    | 24    | 21    | 22    | 17     | 25    | 16    | 23    | 22    | 30    | 12    | 306           |
| Total acumulatiu      | Total acumulatiu      |      |      |      | 12   | 26   | 40    | 55   | 75    | 94    | 118   | 139   | 161   | 178    | 203   | 219   | 242   | 264   | 294   | 306   |               |
| Agost                 | Agost                 | 3 Dx | 4 Dj | 5 Dv | 6 Ds | 7 Dg | 8 Dll | 9 Dm | 10 Dx | 11 Dj | 12 Dv | 13 Ds | 14 Dg | 15 Dll | 16 Dm | 17 Dx | 18 Dj | 19 Dv | 20 Ds | 21 Dg | Finals totals |

## Himne
El tema Rise de Katy Perry es va convertir en l'himne dels Jocs Olímpics de Rio.

## Medaller
Vietnam, Kosovo, Fiji, Singapur, Puerto Rico, Bahrein, Jordània, Tadjikistan i Costa d'Ivori van aconseguir les seves primeres medalles d'or de la història. A més, també van ser les primeres medalles de la història, de qualsevol tipologia, per Kosovo, Fiji i Jordània. El tirador de Kuwait Fehaid Al-Deehani es va convertir, també, en el primer esportista en aconseguir una medalla d'or com a atleta independent, tot i que d'altres esportistes, al llarg de la història, ja havien aconseguit aquesta fita sota la bandera olímpica, com ara l'Equip Unificat el 1992.
| Pos.           | NOC            | Or  | Plata | Bronze | Total |
| 1              | Estats Units   | 46  | 37    | 38     | 121   |
| 2              | Regne Unit     | 27  | 23    | 17     | 67    |
| 3              | Xina           | 26  | 18    | 26     | 70    |
| 4              | Rússia         | 19  | 18    | 19     | 56    |
| 5              | Alemanya       | 17  | 10    | 15     | 42    |
| 6              | Japó           | 12  | 8     | 21     | 41    |
| 7              | França         | 10  | 18    | 14     | 42    |
| 8              | Corea del Sud  | 9   | 3     | 9      | 21    |
| 9              | Itàlia         | 8   | 12    | 8      | 28    |
| 10             | Austràlia      | 8   | 11    | 10     | 29    |
| 11 - 78        | Resta de CON   | 125 | 149   | 183    | 457   |
| Total (87 CON) | Total (87 CON) | 307 | 307   | 360    | 974   |